# Mammouth de Colomb
Mammuthus columbi
Espèce
Synonymes
- Archidiskodon imperator (Leidy, 1858)[2]
- Elephas maibeni[2]
- Elephas washingtonii[2]
- Mammuthus jeffersonii[2]
- Parelephas eellsi[2]
- Parelephas floridanus[2]
- Parelephas jacksoni[2]
- Parelephas progressus[2]
- Parelephas roosevelti[2]

Répartition géographique
Le Mammouth de Colomb (Mammuthus columbi) est une espèce éteinte de la famille des éléphantidés. Appelé également « Mammouth américain », il ne faut pas le confondre avec Mammut americanum, le Mastodonte d'Amérique.

## Présentation
Il fait partie des plus grandes espèces d'éléphants ayant jamais existé. Les mâles adultes pouvaient atteindre une taille au garrot de 4 mètres et pesaient jusqu'à 10 tonnes. Mâles et femelles étaient pourvus de longues défenses recourbées pouvant atteindre 4 mètres de longueur et qui continuaient de grandir tout au long de la vie.
Mammuthus columbi descendrait de Mammuthus meridionalis arrivé en Amérique au début du Pléistocène, il y a environ 1,8 million d'années. C'est donc un cousin proche de Mammuthus primigenius, le Mammouth laineux eurasiatique, ayant également migré vers l'Amérique du Nord il y a environ 50 000 ans.

## Distribution

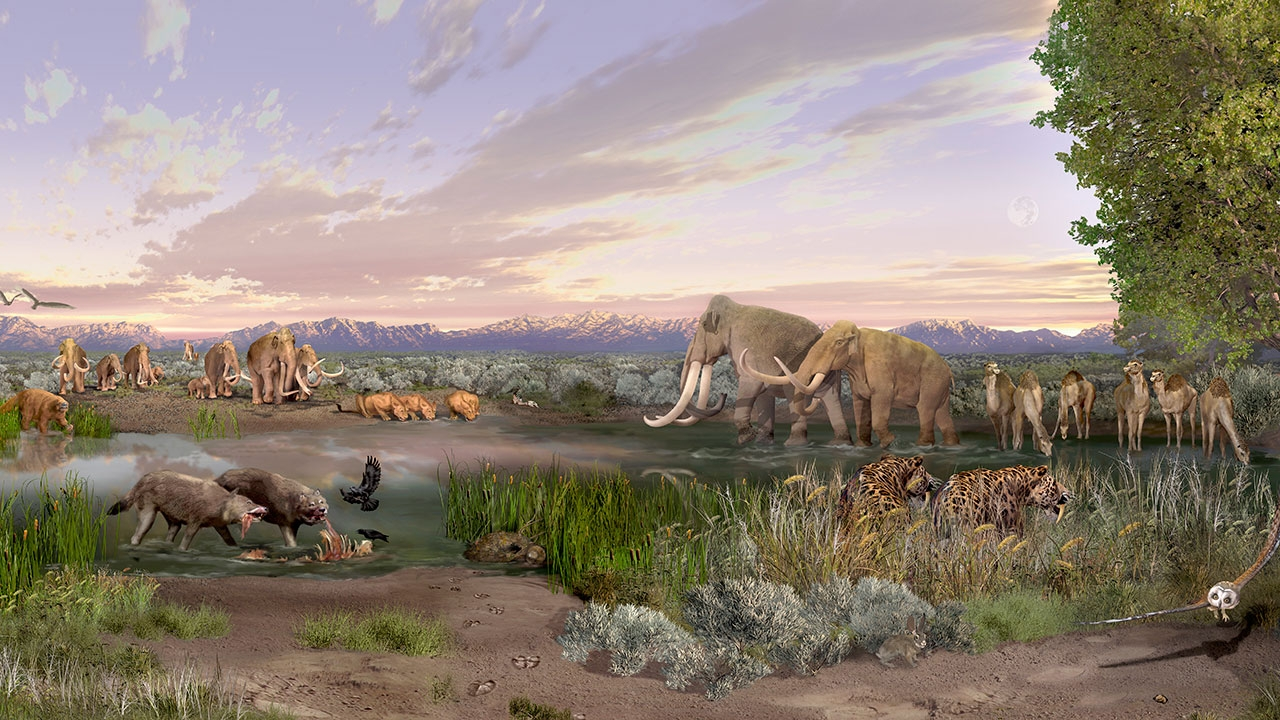
Vue d'artiste de paysage paléontologique du parc national de White aux États-Unis avec 6 mammifères disparus de l'ère glaciaire

Le Mammouth de Colomb vivait au Pléistocène moyen dans des vastes régions de l'Amérique du Nord. Il a disparu à la fin du Pléistocène, il y a environ 10 000 ans. Il vivait plus au sud que son contemporain le Mammouth laineux et ses restes se retrouvent partout entre la Californie, la Floride et les Grands Lacs. Les lieux de découverte les plus septentrionaux se trouvent dans ce qui est aujourd'hui le Sud du Canada, et les plus méridionaux au Mexique. Son habitat principal était cependant le domaine des prairies centrales des États-Unis.
À Big Bone Lick, un site de découvertes sur la rivière Ohio dans le Kentucky, on a trouvé des mammouths de Colomb qui, avec un âge de 10 600 ans, se situent parmi les plus récents. Un exemplaire découvert à Nashville dans le Tennessee n'avait probablement qu'environ 8 000 ans. On a fréquemment trouvé les os de ces animaux avec des restes humains, ce qui indique que les premiers immigrants en Amérique leur faisaient la chasse.

## Mode de vie
Ce mammouth se nourrissait principalement d'herbes et de carex. Si nous pouvons parler avec une telle certitude de son mode d'alimentation c'est que l'on a trouvé du pollen et d'autres restes végétaux dans les molaires fossiles du Mammouth de Colomb. 

Ces analyses ont été confirmées par la découverte d'excréments dans la grotte de Bechan qui avait été utilisée par le mammouth de Colomb, il y a 15 000 ans et sur une période de 1 500 ans. Il s'y est accumulé plus de 300 m3 de fumier de mammouth, dont l'examen a montré qu'il se nourrissait d'herbe à 95 %. Probablement mangeait-il aussi les fruits du Févier d'Amérique, de l'Oranger des Osages (Maclura pomifera), de la Coloquinte (Citrullus colocynthus) et du Chicot du Canada (Gymnocladus dioicus). Toutes ces plantes donnent des fruits qui étaient trop grands pour les animaux herbivores vivant en Amérique du Nord avant que l'homme ne réintroduisît les chevaux et les bœufs domestiques.
L'abondance des découvertes de fossiles en Amérique du Nord a permis aussi de reconstituer en grande partie le comportement social de ces animaux. Ils vivaient de la même manière que les espèces d'éléphants actuels, c'est-à-dire en groupes matriarcaux de deux à vingt animaux sous la direction d'une femelle plus âgée. Les mâles ne rejoignaient le troupeau qu'à l'époque du rut. Il fallait défendre les petits contre les grands carnivores, ce qui ne réussissait pas toujours, comme le prouvent dans la grotte de Friesenhahn des centaines de jeunes mammouths qui se trouvaient à côté de restes de félins du genre Homotherium.

## Taxonomie

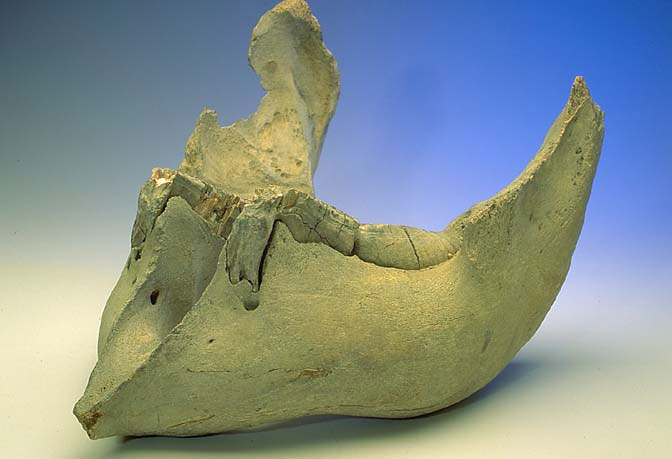
Mandibule de mammouth dans la collection du Musée des enfants d'Indianapolis.

Le Mammouth impérial (Mammuthus imperator) et le Mammouth de Jefferson (Mammuthus jeffersoni) sont aujourd'hui considérés la plupart du temps comme des Mammouths de Colomb (Mammuthus columbii).

## Liste des sous-espèces
Selon BioLib (18 mars 2019) :
- sous-espèce Mammuthus columbi columbi Falconer, 1875 †
- sous-espèce Mammuthus columbi exilis (Maglio, 1970) †

## Le Mammouth nain, un proche parent
Le Mammouth nain, qui n'atteint qu'un poids d'une tonne, est le plus proche parent du Mammouth de Colomb. Il vivait sur les Channel Islands de Californie et présente les signes d'un nanisme insulaire.